# Overcome
Overcome är det amerikanska metalcorebandet All That Remains fjärde studioalbum. Det släpptes i september 2008 på skivbolaget Prosthetic Records. Albumet gavs även ut i Japan och 2011 i Taiwan.
Skivan spelades in i olika musikstudior i Florida och producerades av Jason Suecof, som tog över den rollen från Adam Dutkiewicz (Killswitch Engage) som hade producerat de tidigare albumen.
Overcome är bandets första album med trummisen Jason Costa.
Skivan tog sig upp på plats 16 på Billboard 200 och uppnådde liksom föregångaren The Fall of Ideals guldstatus med över 500 000 sålda exemplar.
Låtarna "Two Weeks" och "Forever in Your Hands" släpptes som singlar med tillhörande musikvideor.

## Låtlista
1. "Before the Damned" – 2:50
2. "Two Weeks" – 4:17
3. "Undone" – 3:12
4. "Forever in Your Hands" – 3:36
5. "Chiron" – 4:24
6. "Days Without" – 3:11
7. "Song for the Hopeless" – 4:15
8. "Do Not Obey" – 3:12
9. "Relinquish" – 2:51
10. "Overcome" – 2:38
11. "Believe in Nothing" (Nevermore-cover) – 4:23

## Medverkande
Musiker
- Philip Labonte – sång
- Mike Martin – gitarr
- Oli Herbert – gitarr
- Jeanne Sagan – basgitarr
- Jason Costa – trummor

Produktion
- Jason Suecof – producent, inspelningstekniker
- Mark Lewis – inspelningstekniker, mixning
- Ted Pierce – inspelningstekniker
- Ryan Smith – mastering
- Carson Slovak – albumkonst, layout, design